# جام خیریه انگلستان ۱۹۶۰
 جام خیریه انگلستان ۱۹۶۰ ، ۳۸امین رقابت سالانه مابین قهرمانان لیگ دسته اول فوتبال انگلستان و جام حذفی فوتبال انگلستان است. 
این مسابقه در تاریخ ۱۳ آگوست ۱۹۶۰ مابین تیم‌های ولورهمپتون و بارنلی در ورزشگاه تارف مور بارنلی برگزار شده‌است. 
این مسابقه با نتیجه دو بر دو مساوی به پایان رسیده‌است.

## جزئیات مسابقه
| ولورهمپتون  | ۲ – ۲ | بارنلی       |
| ----------- | ----- | ------------ |
| دلی · مورای |       | میلر · کونلی |